# Окорж
Окорж (чеш. Okoř) је насељено мјесто са административним статусом сеоске општине (чеш. obec) у округу Праг-запад, у Средњочешком крају, Чешка Република.

## Становништво
Према подацима о броју становника из 2014. године насеље је имало 105 становника.